# Gjör wäl, och låt alt ondt beståå
Gjör wäl, och låt alt ondt beståå är en variation av nr 49 och en av de 3 psalmtexter som bygger på Psaltaren 37 i 1695 års psalmbok. Trolig översättare är Olaus Petri eller, enligt Högmarck (1736), hans bror, ärkebiskopen Laurentius Petri Nericius.
Melodin är publicerad i är samma som för Teutsch Kirchenampt, en koralbok från 1525, tryckt i två delar i Strassburg.

## Publicerad i
- Swenske Songer eller wisor 1536 med titeln Gör wel och låt alt ondt bestå under rubriken "Then psalmen Noli emularti i tree songer delat".[2]
- 1572 års psalmbok med titeln GÖr wel och låt alt ondt bestå under rubriken "Någhra Davidz Psalmer".[3]
- 1695 års psalmbok som nummer 50 under rubriken "Konung Davids Psalmer"